# Adlan Cruz
Adlan Cruz (nascido em 28 de Novembro de 1968 em Bayamón, Porto Rico) é um pianista, compositor e produtor cristão.
Adlan começou a tocar piano de ouvido com apenas 3 anos de idade. Ele lançou seu primeiro álbum em 1989 e desde então tem viajado o mundo demonstrando seu talento e virtuosismo.
Formado pela Hartt School, em Connecticut, os estudos foram financiados por uma bolsa que lhe foi dada pelo ex-governador de Porto Rico, filantropo e pianista Luis A. Ferré, a quem ele impressionou logo no início com o seu talento.
Atualmente, Adlan mantém uma fundação privada que beneficia jovens no Brasil.
Como parte de sua agenda de shows em todo o mundo , em dezembro de 2000, Adlan apresentou-se ao vivo para 3,4 milhões de pessoas em Lagos, Nigéria.
No início de 2009 ele gravou seu nono CD, em San Juan, Porto Rico.

## Discografia
- 1989 Instrument of Praise
- 1993 The Way for the Giver
- 1995 Adlan Live
- 2001 The Piano According to Adlan
- 2005 The Pianoforte Collection de forró
- 2006 Live In Brazil
- 2007 Piano Latino
- 2007 Christmas Around the World